# Didžioji gatvė

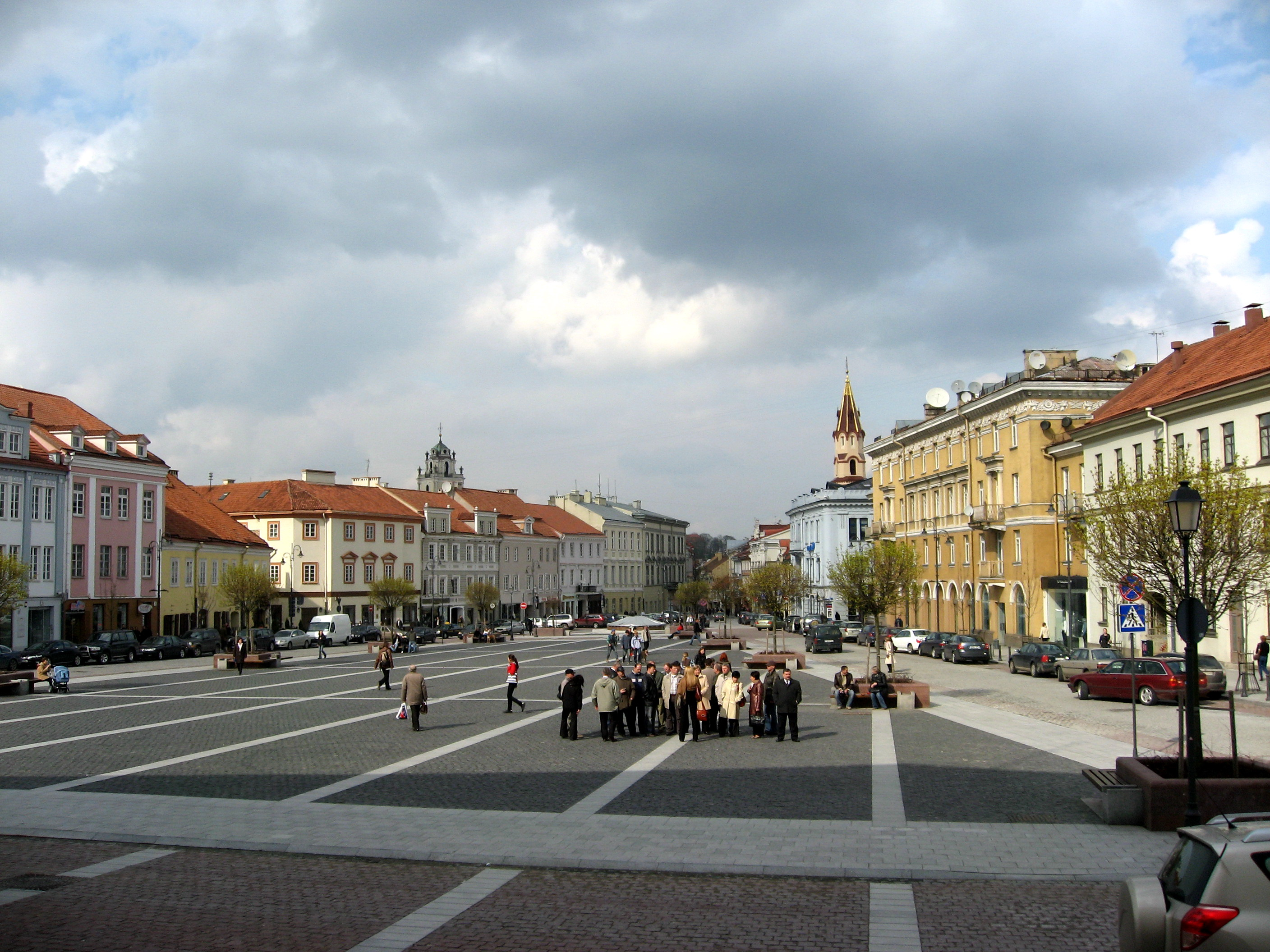
Didžioji gatvė

Didžioji gatvė (dt. „Große Straße“) ist  eine sechshundert Meter lange Straße in der Altstadt Vilnius, Litauen. In Sowjetlitauen hieß sie Maksimo Gorkio gatvė. Hier befinden sich das Kunstmuseum im Neuen Rathaus, Galerie FOTOKUNST (Ausstellungen zur Fotografie). Die Straße gehört zu den Amtsbezirken Senamiesčio und Naujamiestis.